# Joseph Cucherousset
Joseph Cucherousset, né le 10 octobre 1907 à Laviron et décédé le 16 septembre 1970 à Chevilly-Larue, est un évêque catholique français. Il est vicaire apostolique (1948-1955) puis archevêque de Bangui (1955-1970).